# Hotet (1987)
Hotet är en svensk dokumentärfilm från 1987 i regi av Stefan Jarl. Filmen handlar om hur Tjernobylkatastrofen påverkar livet i en sameby. Filmen, som är inspelad mellan maj 1986 och januari 1987, hade premiär den 3 april 1987 och är tillåten från 11 år. Den släpptes på video i maj 1995.

## Medverkande
- Lars Jon Allas
- Lillemor Baer
- Johannes Svonni
- Medlemmar i Talma sameby

## Utmärkelser
Filmen har tilldelats priser bland annat vid filmfestivelerna i Aurillac, Santarém och Florens. I november 1987 fick Hotet pris för årets film av International Documentary Association i Los Angeles.